# Segovia Futsal
Segovia Futsal fue un equipo español de fútbol sala situado en Segovia (Castilla y León), que jugaba en la Primera División de fútbol sala de la Liga Nacional de Fútbol Sala.
Fundado en 1979 como un equipo aficionado, se profesionalizó y en 1989 ingresó en la Liga Nacional de Fútbol Sala como miembro fundador. Desde entonces ha ganado una Liga Nacional de Fútbol Sala, tres títulos de Copa de España consecutivos, tres Supercopa de España de Fútbol Sala consecutivos, un Campeonato de Europa de Clubes. La entidad estuvo patrocinada por la caja de ahorros local, Caja Segovia. Más tarde, con la fundación del nuevo club en 2013 estuvo patrocinado por Naturpellet desde 2015 hasta el final de los días del club en 2019.

## Historia
El equipo se creó en 1979 como un club aficionado, llamado Club Deportivo La Escuela. La institución empezó a disputar competiciones oficiales años después, y en 1985 cambió su nombre por el de La Escuela Horno de San Millán. El club fue uno de los primeros miembros de la Liga Nacional de Fútbol Sala creada en 1989, y en ese tiempo Caja Segovia se convirtió en el principal patrocinador. En su primer año, el equipo segoviano llegó hasta las semifinales del campeonato.
Caja Segovia continuó luchando por la clasificación en la fase final de la liga, pero no fue hasta la temporada 1997/98 cuando el club consiguió su primer título. En esa edición, disputada en su propia ciudad, Caja Segovia derrotó en la final al CLM Talavera y se hizo con la primera de sus tres copas consecutivas. En la campaña 1998/99 el equipo derrotó en la final por el título al Industrias García de Santa Coloma de Gramanet y ganó su primera Liga de la historia con jugadores como Luis Amado, Orol, Marcelo Serpa y Riquer.
En ese tiempo, Caja Segovia se confirmó como uno de los principales clubes del campeonato español. A nivel internacional, el equipo segoviano se proclamó campeón del Campeonato de Europa de Clubes en la temporada 1999/00. 
Los siguientes años complicaron la situación deportiva de la entidad, que pese a clasificarse para playoff no era una de las candidatas para el título. La falta de patrocinadores obligó al club a rebajar los salarios de la plantilla y vender a sus mejores jugadores. Sin embargo, el equipo supo reponerse y continuó clasificándose para la fase final por el título en posteriores ediciones. En la campaña 2010/11 el equipo finalizó sexto en temporada regular, pero llegó hasta la final en los playoff por el título, donde cayó derrotado en el quinto frente al FC Barcelona Alusport en el Palau Blaugrana. 
Cuando Caja Segovia se integró en Bankia, perdió el patrocinio y su continuidad para la temporada 2012/13 peligró. Sin embargo, el equipo consiguió una plaza en Primera División y mantuvo el nombre de Caja Segovia F. S.. En esa temporada llegó a semifinales de la Copa de España y de la LNFS, cuyo campeón fue el FC Barcelona Alusport.
Por problemas económicos, el equipo tuvo que renunciar a la Primera División y para la temporada 2013-14 se inscribió en la Segunda División.
Después de 4 años en la división de plata, consigue el ascenso directo a División de Honor para la temporada 2017-18, tras finalizar primero en la liga regular. En la temporada 2018/2019 compite en la Primera división del fútbol sala español pero después de tener problemas económicos durante toda la temporada y de que los jugadores estuvieran sin cobrar su salario acabó desapareciendo, así como la presencia del fútbol sala segoviano en altas categorías, tras un paso histórico.

## Palmarés
- Primera División de fútbol sala: 1 (1998/99)
- Copa de España de fútbol sala: 3 (1997/1998, 1998/1999 y 1999/2000)
- Supercopa de España de fútbol sala: 3 (1998/1999, 1999/2000 y 2000/2001)
- Campeonato de Europa de Clubes de fútbol sala: 1 (1999/00)

## Patrocinadores
PRINCIPALES:
- Caja Segovia: (1989-2013)
- Naturpellet: (2015-2019)

SECUNDARIOS
- Epal: (2016-2018)
- Finisher (Ken Pharma): (2018-2019)